# Riky Schellart
H.M.H. (Riky) Schellart-van Deursen (Den Haag, 3 december 1942 – Tilburg, 12 februari 2013) was een Nederlandse beeldhouwer, schilder, graficus, tekenaar en academiedocent.

## Leven en werk
Schellart studeerde tekenen en modeontwerpen aan de Koninklijke Academie van Beeldende Kunsten in Den Haag (1960-1964) en behaalde haar lesbevoegdheid. Ze gaf vervolgens les aan het Dionysius College in Tilburg (1964-1977). Schellart vervolgde haar opleiding aan de Academie voor Beeldende Vorming in Tilburg (1977-1979), als leerling van Felix van der Linden. Van 1979 tot 2006 was ze als docent verbonden aan de Haagse Academie.
Schellart maakte bronzen kleinplastiek en tekende en schilderde landschappen, stillevens, naakten en portretten. Ze legde onder anderen de leden van het kabinet-Lubbers I en Lubbers-II en vanaf 1995 de ministers van Binnenlandse Zaken en Koninkrijksrelaties vast. In 2001 gaf ze met haar broer Jan van Deursen het boek Zeven lichte strepen uit, waarin zijn gedichten met haar kunstwerken werden gecombineerd. Schellart was lid van de Haagse Kunstkring en bestuurslid van de Vereniging Beroeps Beeldende Kunstenaars Zuid-Nederland. Ze exposeerde meerdere malen.
Riky Schellart was getrouwd met Paul Schellart (1940-1990) en na zijn overlijden met Peter Elsenaar (1941-2012). Ze werd begin 2013 benoemd tot ridder in de Orde van Oranje-Nassau voor "haar bijzondere artistieke prestaties en haar verdiensten voor de samenleving op meerdere terreinen". Ze was al enige tijd ziek en ontving de versierselen thuis, uit handen van burgemeester Peter Noordanus. Schellart overleed een aantal weken later, op 70-jarige leeftijd.

## Werken (selectie)
- Kolos van Ramses II te Aboe Simbel, schilderij, collectie Rijksmuseum van Oudheden, Leiden
- Portret Miet van Puijenbroek (1914-1999), eerste vrouwelijke wethouder van Tilburg. collectie TextielMuseum, Tilburg

## Publicatie
- 2001: Zeven lichte strepen / Seven tiny strokes. Venlo: Van Spijk Art Projects. ISBN 9062165559

- RKD-Nederlands Instituut voor Kunstgeschiedenis: 70296